# Haute-contre
'Haute-contre' é um tipo raro de voz tenor, cultivada na França desde o período barroco. A voz era predominantemente usado em papéis de solo masculino, habitualmente os heroicos e românticos, mas também em papéis cômicos, mesmo en travesti. Lully escreveu 8 dos 14 papéis principais masculinos para a voz, Charpentier, que era um haute-contre próprio, composto extensivamente para está de voz, assim como Rameau e, mais tarde, Gluck.
O Haute-Contre da Académie Royale de Musique, que criou os principais papéis de óperas de Lully, no final do século XVII, foram Bernard Clédiere e Louis Gaulard Dumesny. Notáveis haute-contre da primeira metade do século XVIII foram Denis-François Tribou e Pierre de Jélyotte. Após estes vieram Joseph Legros, para quem Gluck escreveu seus principais papéis haute-contre, que incluiu o papel-título na versão 1774 de Orphée et Eurydice, e Achilles em Iphigénie en Aulide. Há também um extenso repertório de música para esta voz em coral francês e em cantatas de solo francês do período barroco.

## As características vocais
A natureza da voz haute-contre tem sido o assunto de muito debate, e o fato de que, historicamente, os escritores ingleses traduziram o termo como contratenor não é particularmente útil, uma vez que o significado de que este último termo também tem sido objeto de considerável controvérsia musicológica; ambos os termos são, em última análise derivado do contratenor latino (ver contratenor). É agora geralmente aceito que  Hautes-contre cantou em voz o que os cientistas chamam de "modal" (isto é, "falar" voz), talvez usando falsete por suas notas mais altas. Uma série de solo típico para essa voz foi Dó3 a Ré5, considerando que o francês do século XVIII tinham um tom mais baixo que o de hoje.  Embora esta gama de alta-frequência pode levar a pensar no haute-contre como uma voz clara, evidências históricas não confirmam isto: Jélyotte foi muito elogiado pela força de seu registro agudo, o astrônomo e viajante Joseph Jérôme Lefrançois de Lalande comentando que "se leva mais prazer em ouvir uma grande voz do que um pequeno". Lalande afirmado que gama de Jélyotte era idêntico ao do famoso tenor Angelo Amorevoli.
O haute-contre é considerado por algumas autoridades como semelhantes a, ou mesmo idênticos, o tipo de voz descrita em italiano como tenor contraltino. Apesar de não ser desconhecido no Século XII, papéis para essa voz eram particularmente numerosos no início do século XIX: por exemplo Lindoro em  L'italiana in Algeri, Rodrigo em Otello ou Elvino em La sonnambula. Rossini também escreveu papéis em francês para este tipo de voz, que podem, assim, ser considerada como uma continuação direta da anterior tradição haute-contre. Estes incluem o protagonista de Le Comte Ory , Néocles em Le siège de Corinto e Arnold no Guillaume Tell, todos os quais foram escritos para o grande tenor francês Adolphe Nourrit.
Uma voz muito conhecida como Haute-contre popular é Renato Aragão, o eterno Didi, de Os Trapalhões.